# Chirag Gala
Chirag Gala (azer. Çıraqqala) – ruiny starożytnej twierdzy zbudowanej przez Sasanidów w V wieku. Zachowana wieża zbudowana została w XVIII wieku jako część umocnień chanatu kubińskiego.
Twierdza położona jest na wysokości ponad 1200 m n.p.m., co czyniło ją doskonałą wieżą komunikacyjną wykorzystywaną w celu ostrzegania o zagrożeniu ze strony wroga poprzez rozpalanie ognisk sygnałowych, które były widoczne dla innych wież.

## Galeria

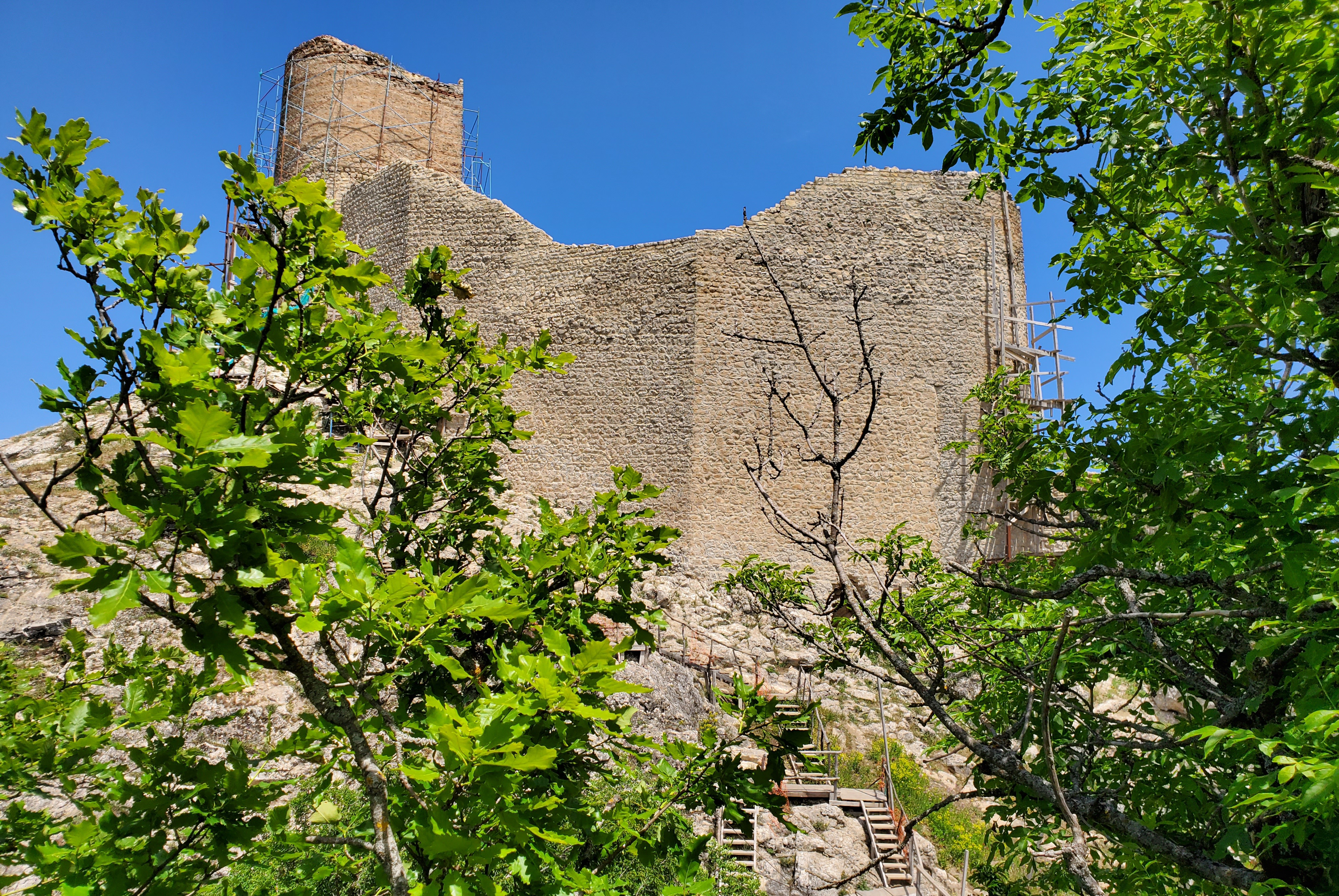
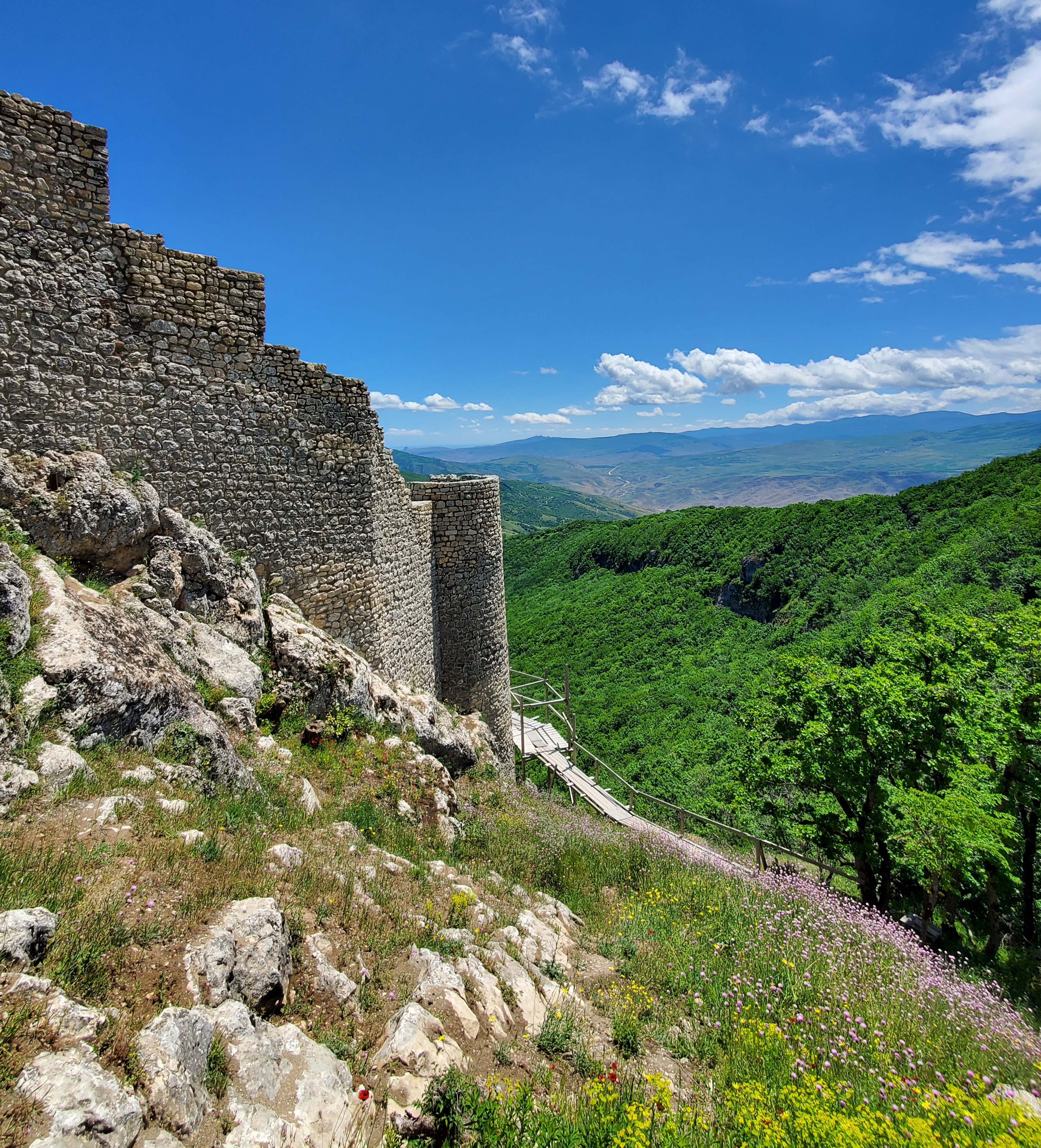
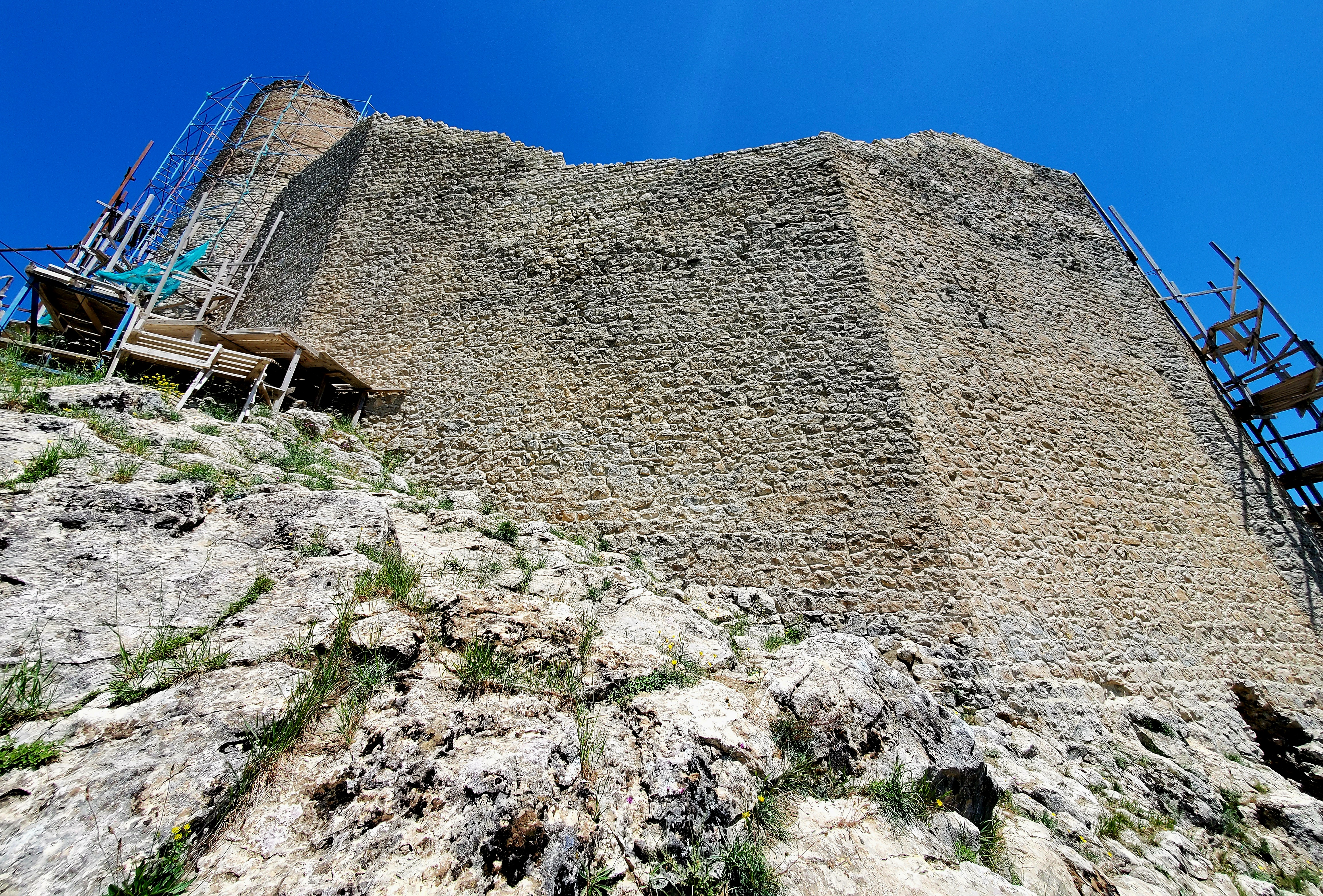
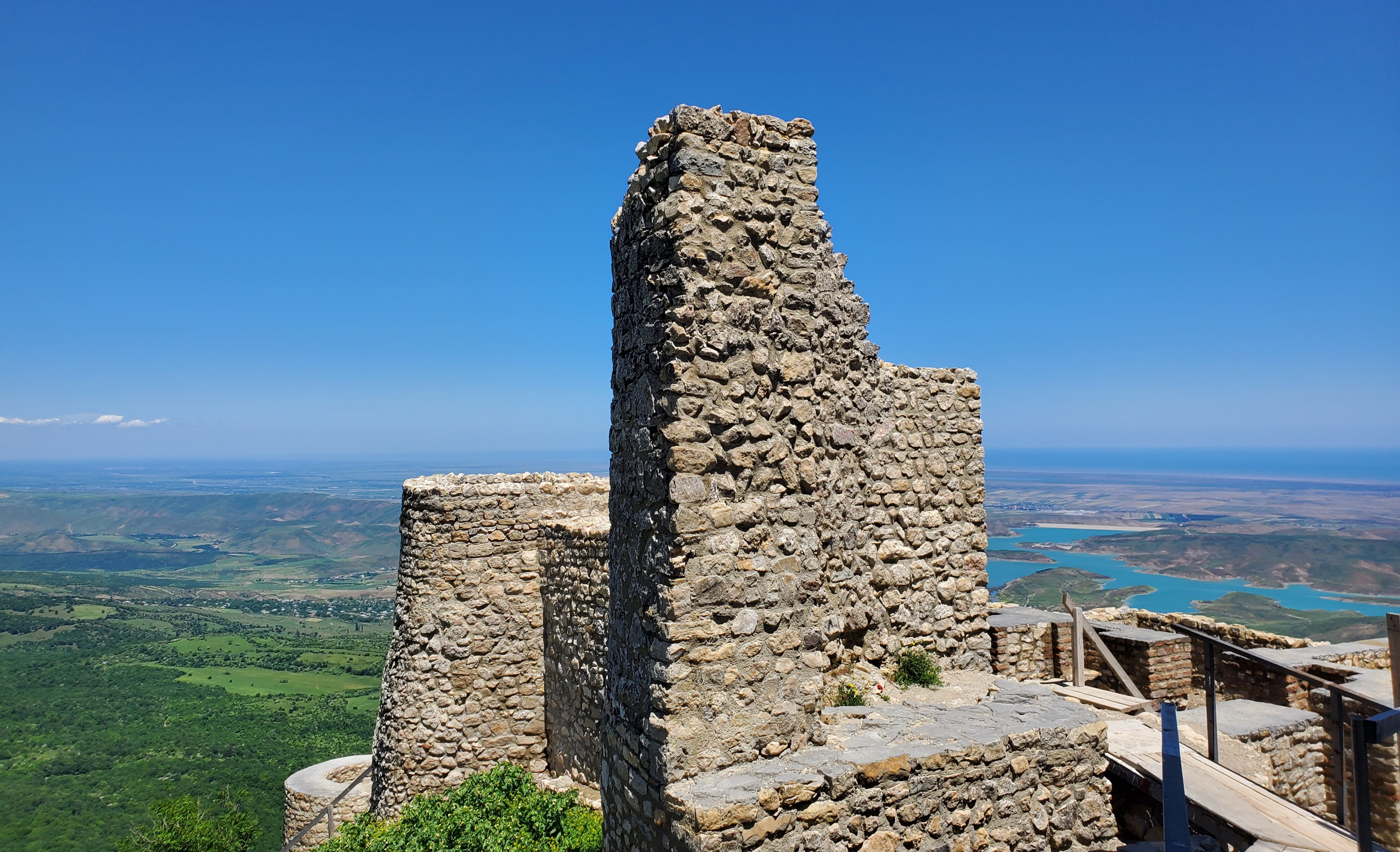
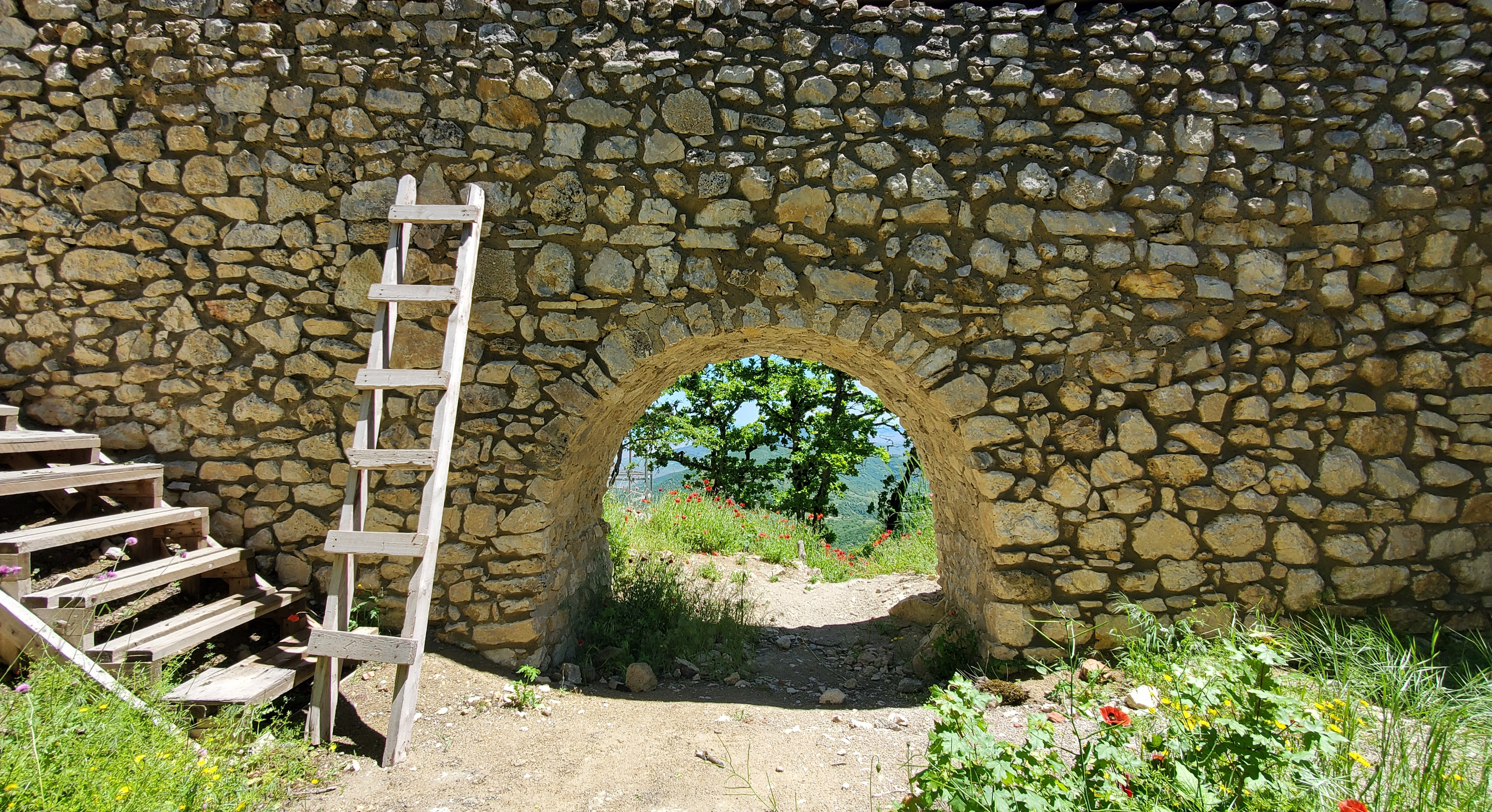
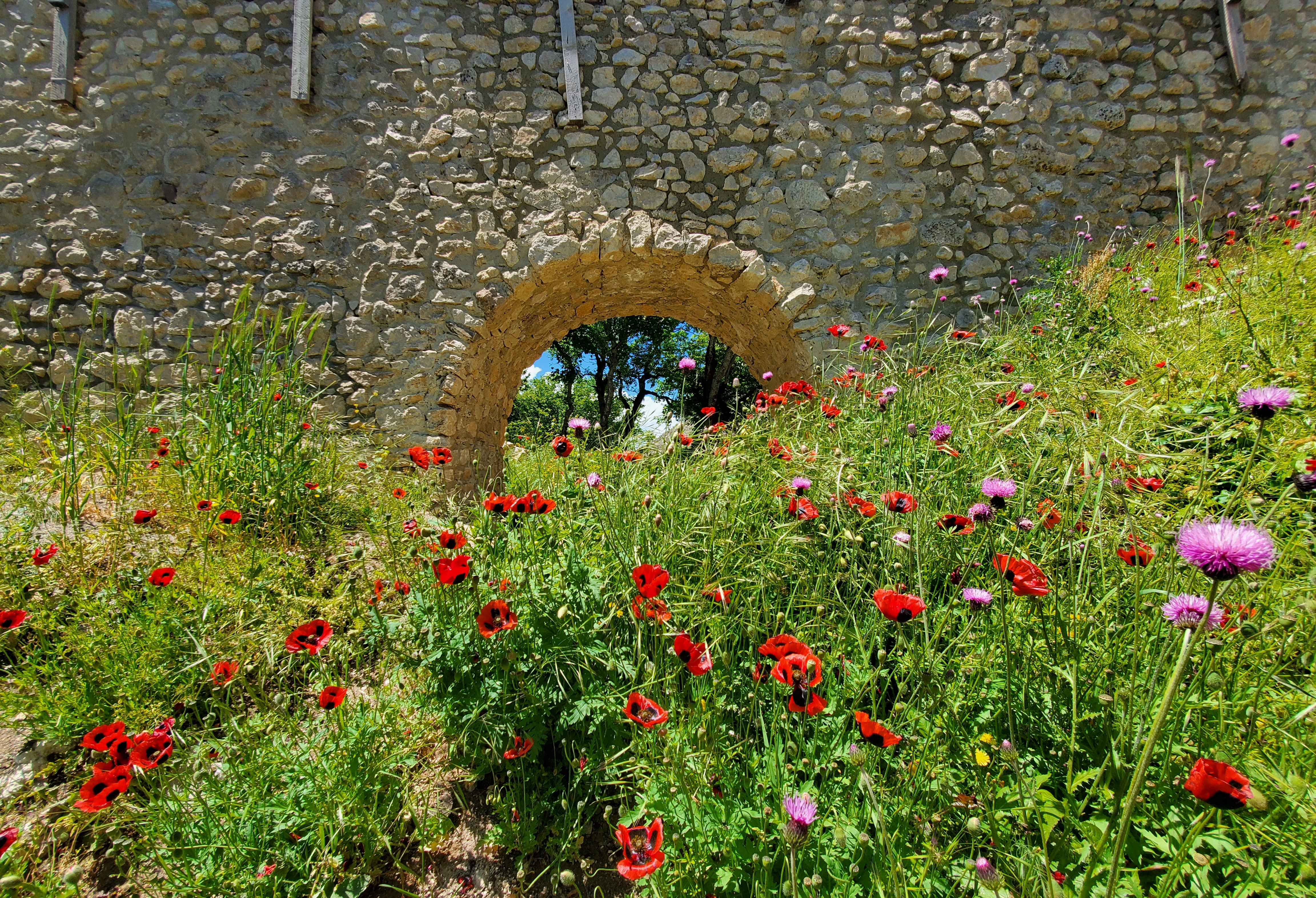
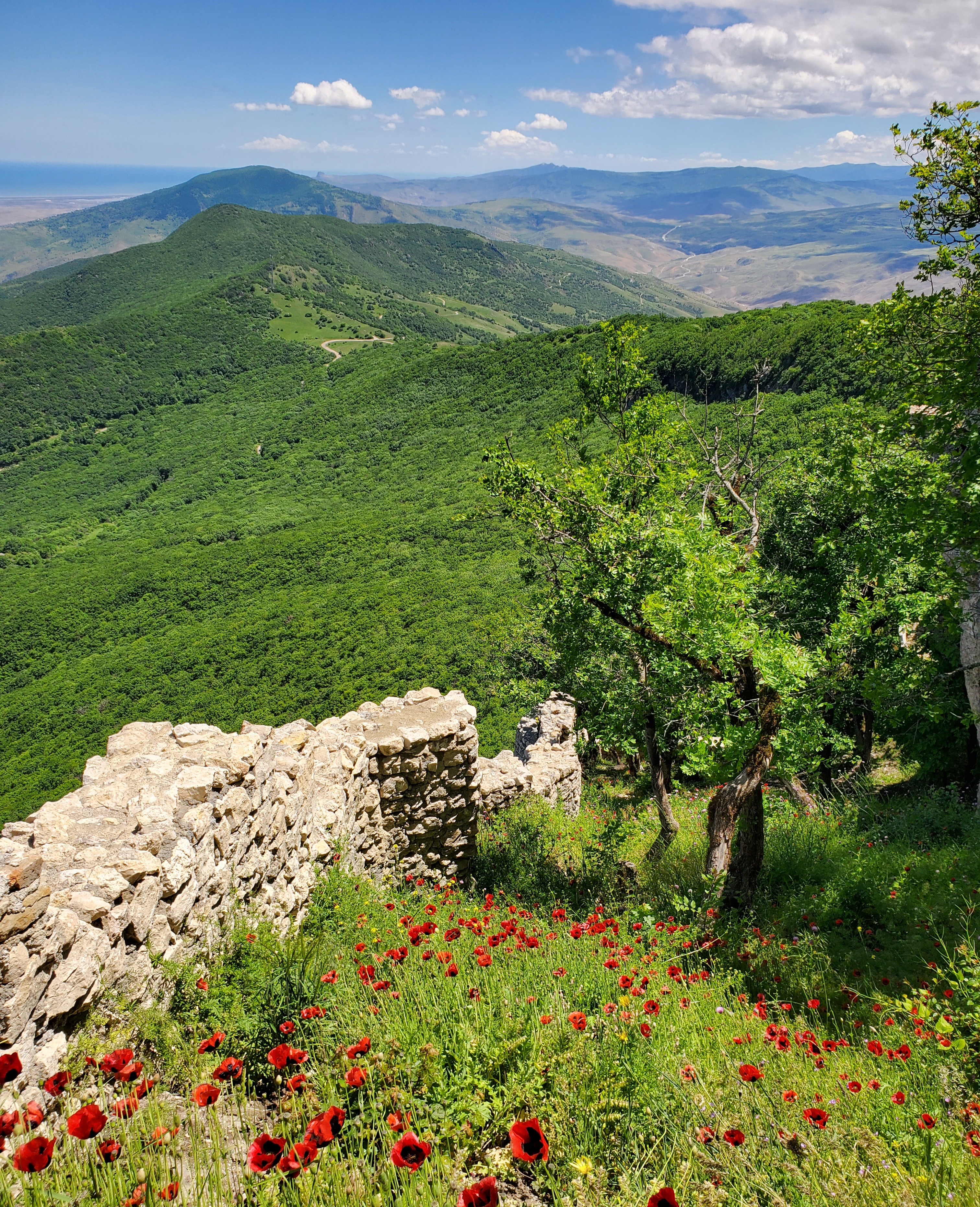
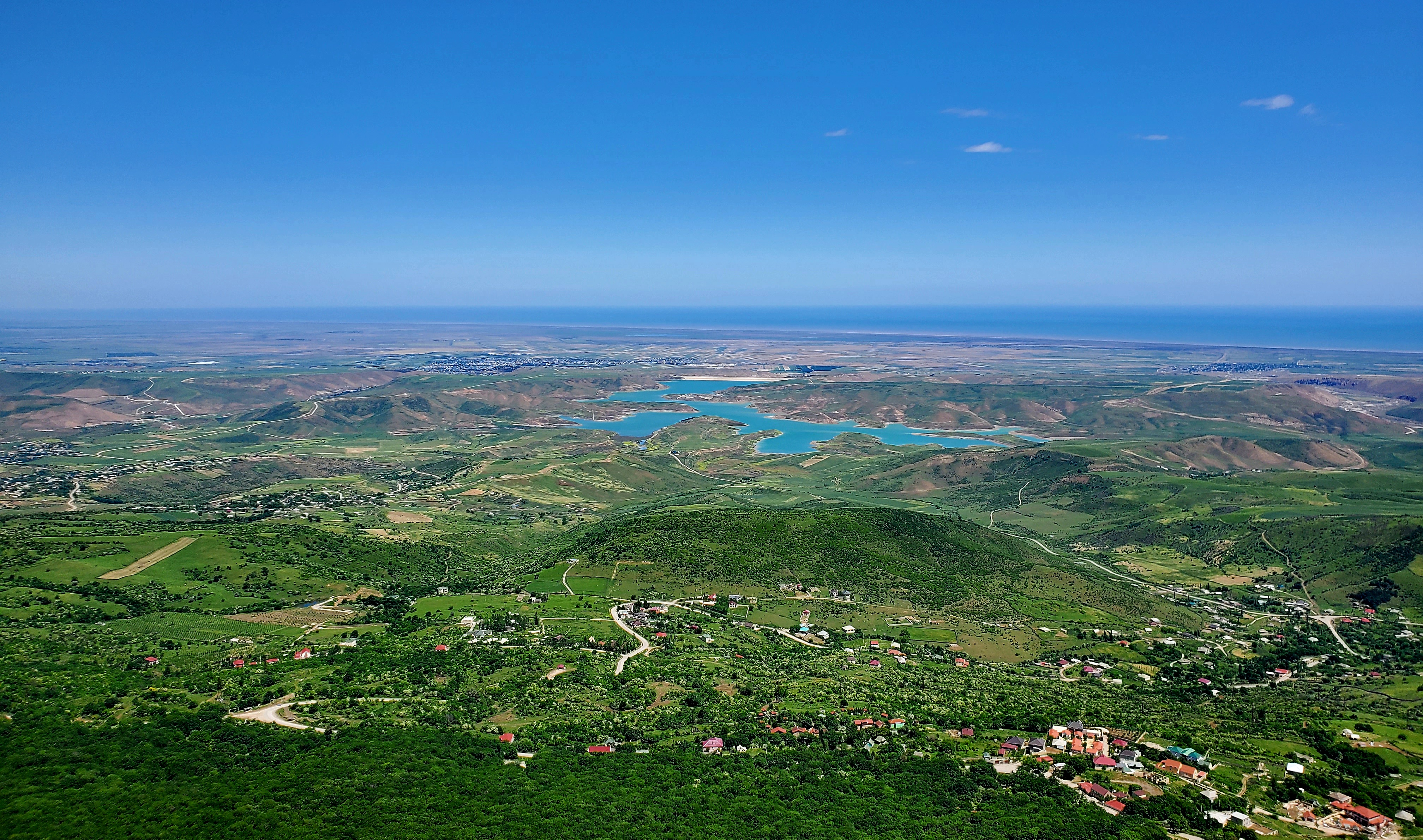